# Gaston Rieffler
Valentin Otto Gaston Rieffler, né le 1er mai 1880 à Paris, ville où il est mort  le 19 juin 1959, est un chanteur et un acteur français

## Biographie
Descendant de Restif de la Bretonne, Gaston Rieffler naît le 1er mai 1880 dans le 10e arrondissement de Paris. Il est le fils du compositeur Tony Rieffler (1854-1880) décédé quelques jours après sa naissance.
Il meurt en son domicile  au no 3 rue des Solitaires le 19 juin 1959 dans le 19e arrondissement, et, est inhumé au Cimetière parisien de Pantin (135e division).

## Filmographie
- 1912 : Alerte !, court-métrage de Georges Pallu et Eugène Berny : Franck Hettange
- 1913 : La Marquise de Trevenec, court-métrage d'Henri Fescourt : le marquis de Trevenec
- 1914 : Dans les griffes de la peur, court-métrage de Georges-André Lacroix
- 1916 : Le Double jeu, court-métrage de Charles Burguet et Louis Feuillade
- 1916 : Remember, court-métrage de Charles Burguet : le vicomte de Précy
- 1916 : Ruse de grand-père / La Ruse du grand-père, court-métrage de Charles Burguet
- 1917 : Les deux amours, de Charles Burguet : Jacques Maubrey
- 1917 : Son héros, de Charles Burguet : Maurice
- 1917 : Les Épaves de l'amour, de René Le Somptier
- 1917 : Le Porteur aux Halles, court-métrage de Gaston Leprieur : Jean Jourdan
- 1918 : L'Âme du bronze, film en 2 époques d'Henry Roussel
- 1921 : La Pocharde, film en 12 épisodes d'Henri Etiévant : Guy Mathis
- 1921 : Rose de Nice, de Maurice Challiot et Alexandre Ryder : Rochemaure
- 1922 : Le Quinzième prélude de Chopin, de Victor Tourjansky : Maurice Dartois
- 1922 : La Fille sauvage, film en 12 épisodes d'Henri Etiévant : Henri Villedieu
- 1922 : Être ou ne pas être / To be or not to be, de René Leprince : Jean Bayssic
- 1922 : Stella lucente, de Raoul d'Auchy
- 1922 : La Brèche d'enfer, film en 4 épisodes d'Adrien Caillard : Antoine d'Espérac
- 1926 : Le Berceau de Dieu / les Ombres du passé, de Fred Leroy-Granville : Caïn